# Mythe de la création des Sérères
Le mythe de la création des Sérères est le mythe de la création traditionnelle des peuples sérères du Sénégal, de la Gambie et de la Mauritanie. De nombreux Sérères qui adhèrent aux principes de la religion sérère estiment que ces récits sont sacrés. Certains aspects des traditions religieuses des Sérères et des Ndut sont inclus dans les récits contenus dans le présent document, mais ne s'y limitent pas.
Le peuple sérère a de nombreux dieux, déesses et Pangool ( en ) (les saints sérères et les esprits ancestraux représentés par des serpents) mais une seule divinité et créatrice suprême appelée Roog (ou Koox ou Kooh dans les langues cangin).
Le mythe de la création sérère s'est développé à partir des traditions orales sérères, de la religion sérère, des légendes et des cosmogonies,. Les spécificités du mythe se retrouvent également dans deux sources principales sérère: « A nax » et « A leep ». Le premier est un court récit pour un mythe court ou une expression proverbiale, tandis que le dernier est pour un mythe plus développé. En gros, ils sont équivalents aux verbes et logos respectivement, en particulier lors de la communication d'une éducation religieuse fondamentale telle que l'être suprême et la création de l'univers. En plus d'être des sources fixes—Sérère, elles définissent la structure du mythe.

## Un mythe lié aux arbres
Le mythe de la création du peuple sérère est intimement lié aux premiers arbres créés sur la planète Terre par Roog. La formation de la Terre a commencé par un marais. La Terre ne s'est formée que longtemps après la création des trois premiers mondes: les eaux du monde souterrain ; l'air qui comprenait le monde supérieur (le soleil, la lune et les étoiles) et la terre. Roog est le créateur et le créateur de l'univers et de tout ce qu'il contient. La création est basée sur un œuf cosmique mythique et les principes du chaos,
Il existe des versions légèrement différentes et concurrentes du mythe. Cependant, il y a plus de similitudes que de différences, et les différences se complètent pour mieux comprendre la mythologie de la création sérère,. Ils postulent tous que l'univers et tout ce qui s'y trouve ont été créés par Roog (ou Koox parmi les Cangin), et la création de la planète terre était le résultat d'un marais dans lequel le premier arbre avait poussé. Les trois premiers mondes créés par un œuf mythique et selon les principes du chaos étaient: les eaux du monde souterrain, l'air, y compris le monde supérieur et la Terre. Ces trois étaient les premiers mondes primordiaux créés par l'être suprême à travers la pensée, la parole et l' action. La planète Terre n'a été créée que longtemps après la création de ces mondes. Les points litigieux sont ceux qui, parmi les principaux arbres sacrés de la société sérère (ci-dessous), ont poussé non seulement en premier, mais également dans le marais primordial de la Terre :
1. Saas (var: Sas) - Acacia albida
2 Nquƭ (var: Ngud ou Nger ou NGuƭ) - Guiera senegalensis,
3 Somb - Prosopis africana, une espèce de Prosopis
4 Nqual (var: Ngaul ou NGawal) - Mitragyna inermis appartenant à la famille des rubiacées du genre Mitragyna,
5 Mbos - Gardenia ternifolia
L'importance de ces arbres est cruciale pour la formation de la Terre, du moins dans la vision du monde des sérère, et leur genèse est traitée dans les sections correspondantes. Être le premier arbre n'équivaut pas nécessairement à être le premier être vivant sur Terre. Dans le mythe de la création, des animaux tels que le chacal, l'hyène, le serpent et l'autruche figurent en bonne place dans le récit de la création en compétition. Dans certains récits, arbres et animaux se confondent pour justifier leur légitimité. Ces animaux mythiques peuvent être considérés comme sacrés et Totems, dans le Sérère totémique et sensible du monde vue des animaux et la nature en général. La signification des arbres dans le mythe de la création sérère ne signifie pas le lieu de résidence de la divinité suprême, ni le lieu de résidence du diable. Ce sont des demeures pour les esprits ancestraux sanctifiés (Pangool). Le culte de l'arbre est symbolique dans la religion sérère. Le monde féminin a également joué un rôle crucial dans le processus de création de l'univers et des premiers humains, Ceci est lié à la philosophie de la beauté sérère et aux nombres de sérère trouvés dans le symbolisme religieux sérère, avec le numéro 3 symbolisant le monde féminin, numéro 4 le monde masculin et le numéro 7 (3 + 4) représentant équilibre et perfection, quelque chose que les sérères essaient d'atteindre dans leur vie quotidienne et dans l'environnement dans lequel ils se trouvent.
Avant l'existence de l'univers, Roog existait par lui-même. Il n'y avait que du silence et des ténèbres. La notion sérère d'équilibre et de perfection illustre la création de l'ordre spirituel supérieur et correspond au motif du chaos. Sa création a été l'union des principes masculins et féminins, Roog, l'entité suprême du principe transcendantal, devenant l'incarnation d'un parrain et d'une marraine androgynes. Cependant, c'est à partir de la composante féminine de l'être suprême: "Noo tiig tew" ("hors du ventre de la femme" - ex utero), que le divin a fait naître les ancêtres de l'homme moderne, avec une femme, Être créé. Il y avait un discours mythique - le premier mot prononcé par l'être suprême. Toutes les versions concurrentes en témoignent. Ce mythe est le consensus général et représente la vérité absolue dans le temps primordial des Sérères. Un grand mythe concurrent, basé également sur le chaos, postule qu'il y avait à l'origine une série d'explosions. Cependant, cela correspond assez bien à l'opinion partagée selon laquelle les arbres et les animaux ont été les premiers à être créés. L'explosion s'est produite dans le règne végétal et le premier arbre Somb, selon ce mythe, a éclaté, d'où jaillissent (de son tronc, les graines de toutes les espèces végétales du monde) recouvrant la planète Terre de vie. Dans toutes les versions, Roog apparaît à la fois comme créateur et démiurge.

## Cosmogonie
La cosmogonie des sérères n'est pas aussi riche que celle des Dogon. La persécution religieuse et ethnique des sérères pendant plusieurs siècles avait entraîné leur migration. En dépit de cette histoire mouvementée, le peuple sérère possède la cosmogonie la plus riche de tous les groupes ethniques sénégambiens.

### Création de l'univers

#### «A nax» et «A leep»
Les Sérères racontent le mythe de la création et le rôle de la parole dans la formation de l'univers. Deux termes sérères expriment le mot mythique de la création: « A nax » et « A leep ». Le premier est un court récit pour un mythe court ou une expression proverbiale et équivaut à un verbe. Le plus récent « A leep » est plus avancé et détaille le mot mythique de création et la création elle-même, en introduisant le mythe avec la phrase: « Naaga reetu reet » (« c'était donc au début »), avant de raconter l'événement. D'un point de vue global, les deux correspond à peu près au verbe et au logos, en particulier lors de la communication d'une éducation religieuse fondamentale relative à la divinité suprême et à la création de l'univers. Ils forment la structure et les sources sous-tendant le récit de la création. A leep, les logos, est corrigé.
La création de l'univers se base sur plusieurs parties (voir ci-dessous):
1. la structure qui jette les bases du récit et la signification du mot mythique cité 
par l'être suprême (voir ci-dessus);
2. le processus de création basé sur les numéros de sérère;
3. la genèse de l'univers;
4. le prologue du mythe primordial basé sur trois éléments clés: l'eau, l'air et la terre;
5. l' océan primordial et la formation de la planète Terre;
6. le mouvement de rotation autour de l'axe du monde, la création d'arbres et la vie végétale ;
7. la création d'animaux ;
8. la création d' humains et du premier couple d'hommes et de femmes dont les enfants et les descendants ont ensuite peuplé le monde;
9. la crise qui a frappé la planète Terre et la séparation de l'homme et de l'animal, et pourquoi le chien est devenu l'ami de l'homme;
10. l'intervention de Roog et le processus d'intervention divine aux différentes étapes de la création et après le désordre initial;
11 Représentation sérère de l'univers - les trois mondes: le monde invisible d'en haut, le monde terrestre diurne et le monde nocturne.

#### Processus de création (Sérère numéro 3)
La source de l'univers est attribuée à la nature féminine et maternelle de Roog. Dans le symbolisme sérère, le nombre 3 est attribué au monde féminin. Ce numéro est l'ingrédient du processus de création. Il y avait trois éléments essentiels, trois parties du cosmos et trois mondes. Ce triple rythme de Roog et du cosmos se retrouve aussi chez les femmes comme le dit le mythe sérère:
"Roog a binda adna noo tiig tew (Roog a créé le monde de sa nature féminine). "
La phrase "Tiig Tew" est attribuée au corps féminin de la maternité et est équivalente à l'adage général de la Terre Mère. L'expression "No tiig tew" se traduit par "hors du ventre de la femme" - ex utero. La langue ici est symbolique. La religion sérère et la tradition orale confèrent à Roog certains aspects assez réalistes de la création initiale. Il y a trois phases dans la gestation des créatures au sein de l'être divin:
1. par la pensée - dans l'œuf divin vivant, Roog a développé les formes et les êtres à créer. Il a jeté les bases et les signes pour les choses à venir.
2. Par mot - Roog a commencé la période de gestation et a tout fourni mot pour la bonne réalisation de son plan.
3. Par son action - de par sa nature maternelle, Roog a ouvert et projeté l'embryon et le placenta de la même manière que lors de l'accouchement.
Roog n'a pas créé, ni n'a engendré tous les êtres de toutes sortes. Il a simplement créé les archétypes, pas le prototype de chaque espèce, mais sept archétypes, à savoir : « les trois éléments essentiels (air, terre et eau) et les quatre graines du haut (premier arbre, premier animal et premier couple humain - femme, puis mâle),.

#### Genèse de l'univers (mots mythiques)
La genèse de l'univers se trouve dans « A nax » et « A leep ». Ce qui pose ceci: "Au début, il n'y avait que l' obscurité et le silence jusqu'à ce que l'être préexistant, Roog, commence la genèse du monde " [l'Univers ]. La tradition orale des sérère ne parle pas de la gestation de Roog, probablement à cause d'un tabou culturel, mais seulement lorsque le mot mythique a été prononcé et ce qui a été prononcé par l'être suprême qui se trouve dans A nax. Selon A nax, les premiers mots mythiques prononcés par Roog furent: 
| “ | EAU! AIR! TERRE! | ” |

A leep détaille la scène du temps primordial dans les termes suivants:
« A leep à joon maaga
un roxondox o maaga,
un roog gad'wa,
un saay'a lang ke. »"
Ce qui se traduit par:
« Les mots sautent dans l'espace,
Il a porté la mer sur sa tête,
le firmament sur ses épaules,
la terre dans ses mains ».
Les mots mythiques ont établi les trois mondes (eau, air et terre) sur la base du prologue de la genèse du sérère fourni par A nax. En bref, il donne l'ordre dans lequel ils ont été créés et élaborés. A leep pose que, avec les mots de Roog, les trois mondes (l'univers) ont commencé à prendre forme. Les premiers à être créés étaient les eaux profondes (les eaux du monde souterrain); la seconde était de l'air incluant les hauts cieux (Kuul na, en sérère) tels que le soleil, la lune et les étoiles ; et troisième était la terre. Cependant, la Terre n'était pas l'un des premiers mondes primordiaux à se former. Il faudra beaucoup de temps avant que les eaux et la Terre soient séparées.

#### Premier marais et création de la Terre (Nqaul)
La création de la planète Terre est basée sur le mythe de Nqaul (un type d'arbre - mitragyna inermis). Dans ce mythe, la formation de la Terre a été lancée par un marais. Les marais font partie intégrante de la culture et des traditions sérères et présentent des parallèles avec ce Nqaul. La fondation de villages, villes, maisons, etc., sérères a souvent commencé par un marais, même de nos jours. Nqaul joue également un rôle important dans l'histoire des sérères. À une époque où les précipitations étaient abondantes, pendant la saison des pluies, les fondateurs d'anciens villages et villes sérères étaient souvent surpris par les inondations provoquées par les premières pluies (voir Saltigue). Des datations archéologiques calibrées ont montré que bon nombre des endroits près desquels ils avaient choisi de s'installer étaient des hauts - fonds,,. La tradition sérère affirme qu'une fois, les inondations ont provoqué de graves dégâts, faisant que beaucoup de personnes ont perdu leur maison, leurs récoltes et la nourriture qu'elles avaient cultivée. Après les dégâts, les personnes qui se sont échappées sont revenues pour évaluer les dégâts et se sont mutilées. Ils ont rappelé un ancien mythe - le mythe de Nqaul :
"Ko adoox a adax Nqaul" (Vous commencez comme le début de Nqaul).
Cette phrase évoque le marais primordial et l'arbre Nqaul qui a poussé dans le marais d'origine. Les sérères conservent encore cette tradition tant le dicton est très répandu dans le pays sérère. C'est un type d'arbre différent de Saas (acacia albida). Tandis que certaines sources sérères postulent que le Saas était le premier arbre sur Terre, la tradition orale des sérère affirme que le Saas n'était pas Nqual (l'arbre originel du marais). Au lieu de cela, Saas est attribué à l'un des arbres sacrés utiles pour la santé générale du corps. Un autre arbre sacré - le Nquƭ, aurait également été le premier arbre. Cependant, le consensus général est que le Nquƭ, qui a les propriétés de guérir les morsures de serpents, a grandi sur la rive du fleuve, tandis que Nqual a grandi dans le marais primordial.

#### Mouvement de rotation autour de l'axe du monde
Selon le récit sérère, cet îlot initial n'était pas statique, mais animé par un tourbillon autour de l'axe du monde. Les sérères ont pu symboliser l'axe de la Terre et le tourbillon dans un diagramme géométrique. Dans la cosmologie sérère, le diagramme représente deux lignes croisées représentant le mouvement de rotation et les points d' intersection représentant l'axe du monde. L'une des lignes représente l'axe allant d'est en ouest, l'autre du nord au sud. Simultanément, ils sont le paradis empyréen où la divinité suprême aurait cédé la place aux premiers éléments. Dans le mythe, Roog est décrit comme la divinité mythique qui "s'est allumée d'elle-même". Comme la divinité tourne dans l' espace, ses mouvements rapides étendus avec le monde primordial, il avait d' abord créé. Le mouvement de Roog a également affecté l'axe du cosmos. Les énergies vitales qu'il avait émises ont tourné dans un mouvement en spirale, créant ainsi les objets célestes.
Depuis l'époque des anciens sérères Lamanes, le peuple sérère représente l'axe du monde sous la forme d'une stèle, symbolisant les stèles de Roog. Dans la maison des sérères, parfois dans la cour, ils représentent le lieu le plus sacré de la maison, servant de centre de gravité aux énergies divines et de pôle du couronnement. Dans la maison, ces stèles sont faites de dalles de bois, formant un bois sacré. Parfois, ce sont des stèles surélevées soutenues par trois tiges et parfois ce ne sont que des arbres verts. Leur symbolisme peut être céleste ou terrestre en fonction de la disposition des baguettes qui les entourent. S'il y a douze bâtonnets disposés en cercle, ils symbolisent le monde céleste, quatre bâtonnets formant un carré symbolisent le monde terrestre. Ils sont toujours construits sur la base des principes du symbolisme sérère et forment le sanctuaire familial consacré à l'être suprême (voir l'histoire ancienne des sérères).

#### Création d'arbres et de végétation

##### Nqaul

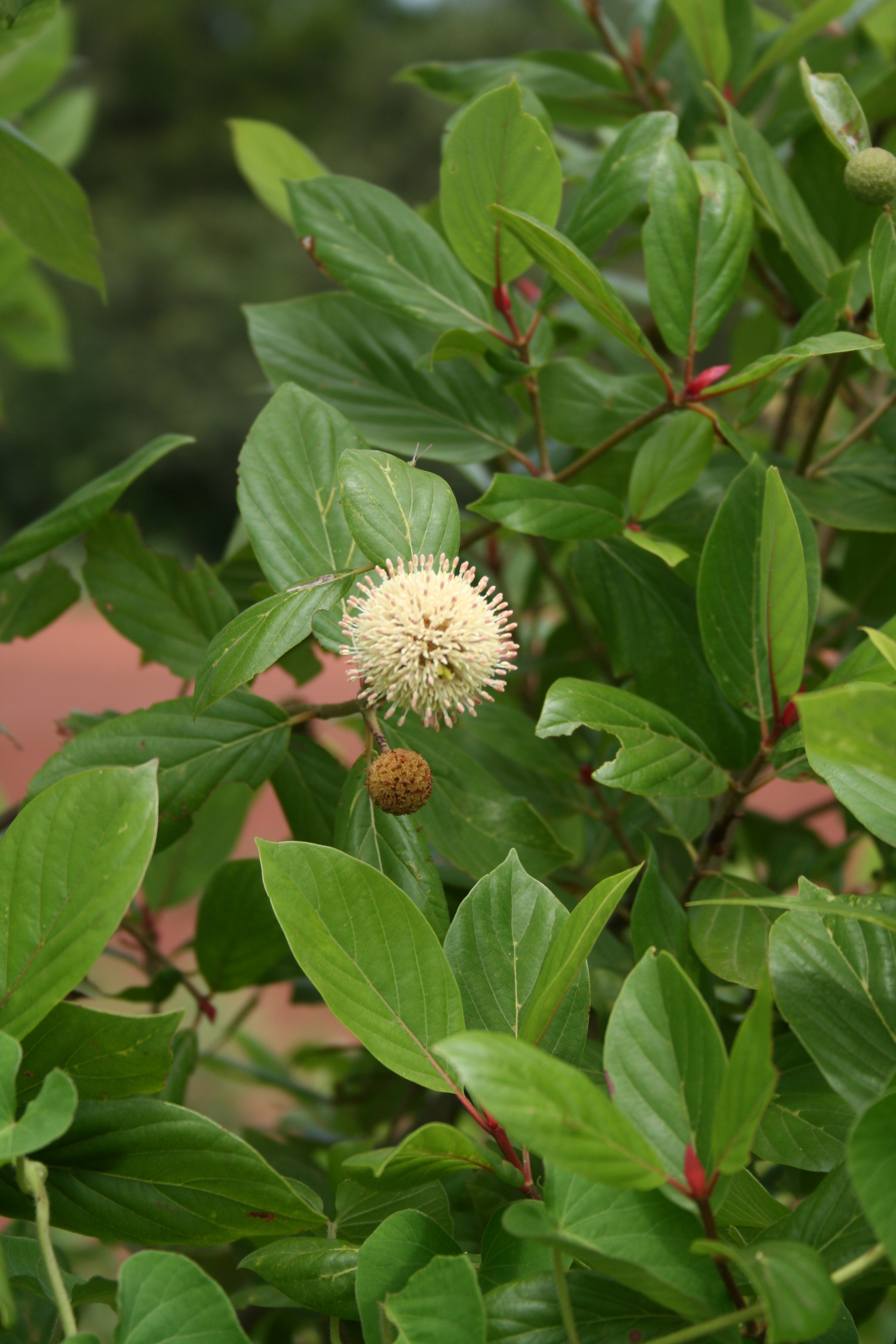
Nqaul : Connu sous divers noms, son nom scientifique actuel est Mitragyna inermis et fait partie de la famille des rubiacées du genre Mitragyna (2012). Les écorces, les feuilles et les racines de l'arbre sont utilisées dans de nombreuses régions d'Afrique de l'Ouest pour la médecine humaine et vétérinaire. Présent au Sénégal au Congo, principalement dans les berges des rivières fréquemment inondées et les plaines inondables,.

La création des premiers arbres et de la végétation est préservée dans la tradition orale Sérère. La religion sérère offre des conseils basés sur la graine primordiale. C'est une question d'interprétation, et il existe différentes versions pour déterminer quels arbres ont été créés et leur ordre d'apparition. Dans la société sérère, les arbres sont considérés comme des entités sacrées et certains ont un statut religieux supérieur en fonction des Pangool (anciens saints sérères et esprits ancestraux représentés par des serpents) qui leur sont affiliées, de leur valeur médicinale et spirituelle pour la vie des sérères, etc. Certaines familles sérères sont également associées à certains Pangool (singulier: Fangool). La classe sacerdotale sérère (les Saltigues), gardiennes de la religion, des sciences et de l'éthique sérère, ne peut toujours pas se mettre d'accord sur l'arbre créé pour la première fois sur Terre ni sur l'ordre dans lequel les premiers arbres sont apparus. Ces différences sont probablement dues aux vastes zones habitées par les proto-sérères. Actuellement, l' arbre Nqaul (proprement dit: NGawul, var: Ngaul ou - mitragyna inermis) et l'arbre Nquƭ représentent la vue Sérère orthodoxe et dominante, donc dans le mythe de la création de la Terre, une planète qui était censé avoir été créé à la suite d'un marais primordial, l'arbre Nqaul a poussé dans le marais, tandis que le Nquƭ a grandi sur la rive du fleuve, ce qui en fait les premiers arbres sur Terre selon la mythologie de la création Sérère, Nqaul prenant le pas sur a grandi dans le marais primordial. Dans le mythe de la création, Saas bénéficie d'un statut spirituel et médicinal élevé en tant qu'un des arbres antiques et fait partie de la représentation sérère de l'univers. Cependant, ce n'était pas l'arbre d'origine, et c'était l'arbre qui était tombé en "disgrâce" après avoir essayé "d'abuser de ses pouvoirs".
En plus d'être le premier arbre lié à la création de la Terre, de nombreux récits originaux de Nqaul ont été perdus pour l'histoire. En pays sérère, il est utilisé à la fois comme plante médicinale et vétérinaire pour soigner divers maux. Les feuilles sont utilisées contre la fièvre, l'hypertension et pour stimuler l'intestin ; décoction d' écorce pour diurétique et pour stimuler les intestins contre l'hypertension et la fièvre, etc. Les écorces sont également appliquées sur les plaies afin d'améliorer le processus de guérison.

##### Nquƭ
L'arbre Nquƭ (proprement dit: NGuƭ, variation: Ngud - guiera senegalensis) est très prisé pour ses propriétés médicinales et est utilisé pour soigner différents types de maladies, blessures et morsures de serpent. Les guérisseurs sérères traditionnels spécialisés dans les morsures de serpent utilisent souvent la poudre séchée dans leurs thérapies.
Dans le récit Sérère, on croyait que les racines de l'arbre se déplaçaient dans le monde souterrain pour survivre. Après la création des arbres initiaux, d'autres arbres sont apparus. Ces nouveaux arbres enverraient leurs racines au Nquƭ le plus proche afin de s'en nourrir avant de commencer leur hivernage. Après avoir attendu les mois d'hiver, la nourriture qu'ils avaient reçue du Nquƭ avant leur hivernage augmentait la croissance de leur tronc. A cette époque, les arbres se sont déplacés et ont parlé. Ils étaient des arbres migrateurs. Ils s'enfonçaient profondément dans le monde souterrain pendant la journée et réapparaissaient la nuit. L'arbre est vu comme "l'arbre de la chance et de la bonne santé". Dans le village de Lang o Maak (qui fait maintenant partie du Sénégal), l'arbre est vénéré : xu'doox o'baal (grand arbre guiera senegalensis en forme de pot). À l'époque des anciens, l'arbre est apparu une nuit et tout le monde l'a vu. Quelqu'un a essayé de le réduire et il a fini mort.
Les Sérères croyaient que tous les arbres ressemblaient à des êtres humains et à des animaux sortant du même placenta divin et partageaient le même sort et le même destin.

##### Saas
L'arbre de Saas (en sérère et dans certaines langues cangines, var: Sas) est l'arbre d' acacia albida.
Les partisans de Serer pour Saas postulent que, le Saas est l'arbre de la vie et donc l'origine de la vie sur Terre. D'autres rejettent cette idée et postulent que Saas n'était pas l'arbre qui a poussé dans le marais primordial et, par conséquent, pas l'arbre d'origine. Cependant, Saas bénéficie d'un statut religieux et médicinal utile pour la santé de son corps et est considéré comme l'un des arbres antiques, mais pas l'arbre d'origine. À l'instar de l'arbre Nqual, de nombreux récits originaux ont été perdus pour l'histoire. Certains érudits de la tradition sérère sur les origines de la vie postulent que le récit de Saas semble correspondre au mythe plus vaste de la création ouest-africaine en termes de comportement et de jugement, et aucun érudit de la mythologie sérère sur les origines de la vie ne peut ignorer l'importance de Saas ',.
Dans ce mythe, la transcendance aurait infusé avec la graine d'acacia vitale pour l'énergie, et le Saas a joué un rôle central dans la transmission de la vie,. On croit que le Saas était autrefois un arbre vivant. Le récit a poursuivi en disant que les femmes qui voulaient accoucher y sont allés parce qu'il était considéré comme un arbre porte-bonheur dans la mythologie et la légende des sérère au sens large. Les nouveau-nés ont également été présentés à la Saas afin d'apporter chance, longue vie, bonne santé et prospérité à la vie de l'enfant. De même, si un animal s'approchait de Saas, il était destiné à vivre longtemps. Selon le mythe, les Saas aimaient l'homme et peut-être trop. Il abaissait parfois ses extrémités épineuses pour que les gens puissent lui faire un câlin. Quiconque a vu cela a immédiatement su que les Saas voulaient leur compagnie. Il ne bougea pas jusqu'au coucher du soleil. Il a guéri les blessés en frottant ses aboiements sur la plaie saignante. La Saas est finalement devenue épuisante pour les gens quand elle a commencé à abuser de ses pouvoirs surnaturels. Il est généralement considéré comme l'arbre tombé en disgrâce. Les anciens l' appelaient par le nom Nyas, un nom qui a deux significations: cicatrice ou caillot. Le mythe de Saas conserve encore un certain degré d'importance, en particulier en ce qui concerne le besoin en énergie vitale, telle que: pendant la croissance, au moment du mariage, pendant la maladie et après le décès. Il est également considéré par beaucoup comme l'arbre de fertilité. Dans la représentation sérère de l'univers, le mythe de Saas fait partie du diagramme géométrique.

###### Arbre de fertilité

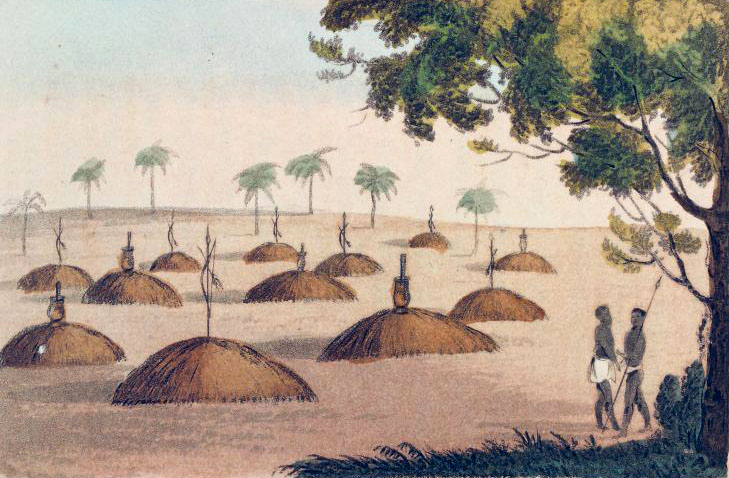
Un cimetière de sérères avec des fossoyeurs de tombes (1821)

On croit que le Saas possède des qualités fertilisantes concentrées dans ses branches vertes et son humidité. Ces composants fertilisants ne peuvent être résumés que par l'utilisation de son propre symbole, communiqué par la prière. À la naissance d'un enfant, une branche de Saas a été déposé au sommet d'une enceinte où l'enfant et son / sa mère reste dans l' isolement pendant huit jours (la cérémonie de Bat). Le rituel était destiné à protéger les mauvais esprits et, en tant que tel, un petit Saas d'un carrefour fut choisi. Le rituel exige que la branche soit placée au sommet de l'enceinte lorsque l'enfant est endormi, tandis que la personne effectuant le rituel cite les prières appropriées. Un petit bâton de Saas est également porté à la taille par les jeunes garçons et les jeunes filles afin de préserver leur fertilité future. Lors des mariages, un bâtonnet de la plante est déposé sous le lit des nouveaux mariés afin d'améliorer la fertilité du couple.
Saas a également joué un rôle majeur dans les funérailles des sérères antiques. En plus d'accompagner les morts avec des objets funéraires, un bâton de Saas a été placé dans la tombe d'un sérère mort. Le but de ce rituel était d'aider les morts à rejoindre Jaaniiw (la demeure des âmes). Si ce rituel n'était pas accompli, on pense que les âmes des morts restent dans le monde vivant à la consternation des vivants. Un bâton de Saas (avec le sérère–Viatique) dans leur tombe les aide dans leur voyage à la vie suivante. Quand les hommes sérères finissaient d'enterrer les morts, ils se lavent les mains dans une calebasse placée à l'entrée de la maison. Cette calebasse contenait des branches de Saas imbibées d'eau. Contrairement aux arbres de la savane qui perdent leurs feuilles pendant la saison sèche, le Saas est vert pendant les saisons sèches et pluvieuses. En effet, le Saas était et est toujours considéré par les Sérères comme un arbre de vie.
L'arbre de Saas a une valeur économique pour les sérères. Son double rôle économique profite à la fois aux sérères agricoles et pastoraux. Un arbre Saas dans un champ de millets augmente la production de millet. Les feuilles fertilisent le sol, les branches et les fruits agissent comme une sorte de prairie qui économise de l'air, empêchant ainsi les troupeaux de sérères de mourir de faim. Il existe également une relation entre la densité de Saas par hectare et la pression démographique par hectare. Un Saas permet abondante rotation des cultures et l'agriculture intensive comme la triangulaire Diohine - Ngayokhem - Ñakhar (parties du pays Sérère). Malgré les accusations portées à son encontre par les anciens, de nombreux sérères continuent de croire que Saas est l'arbre de la vie, du sacré et de la transcendance,.

##### Mbos
Basé sur le mythe de Mbos (gardénia ternifolia), le mbos a été le premier arbre créé par l'être suprême. Cependant, il a grandi et a continué à grandir jusqu'à atteindre l'être suprême. La divinité créatrice s'en est fâchée, lui a coupé la tête et a déclaré: "Arbre de mbos, retour sur Terre". Honteux des paroles de la divinité, l'arbre mbos est rapidement revenu sur terre avec ses branches entrelacées de sorte que personne ne puisse l'escalader ni passer sous son ombre. Lorsque Roog créa les ancêtres de l'homme moderne (maak - le grand ou l'aîné), ces êtres anciens, selon le mythe, se cachèrent sous l'arbre mbos. Après la création de ces êtres, Roog a créé le dong (le plus jeune). Ces nouveaux êtres se demandèrent si la terre essayait de trouver le maak, qu'ils trouvèrent caché sous l'arbre mbos. À partir de ce jour, l'arbre mbos est devenu très demandé pour créer des charmes protecteurs. Dans le symbolisme sérère, le mbos est le symbole de la protection. Mbos signifie fausses couches, comme dans la chanson chantée la nuit par les initiés de l'enseignement classique du Ndut : Wagoxaam Mbos (je me suis enfermé dans le Mbos), une chanson à la signification cachée.
Le baobab (mbudaay-baak) revêt également une grande importance religieuse chez les sérères et dans la religion sérère. Comme la plupart des arbres vénérés dans la mythologie sérère, avant de pouvoir couper cet arbre (ce qui est très rare), il est de coutume de citer la prière d' incarnation (jat, muslaay, leemaay) à la hache avant de couper l'arbre. Dans le mythe, le baobab est considéré comme un "arbre migrateur" et est donc lié aux premiers arbres de la Terre. Ce peut être aussi un autel et, dans certaines circonstances, un lieu de sépulture sacré,

##### Somb
Après que les anciens aient perdu confiance en la Saas, l'arbre de Somb (prosopis africana, une espèce de prosopis) a été adopté. Le Somb est l'un des arbres les plus vastes et les plus mystérieux du pays sérère. Son bois est très dur et résistant à la pourriture. C'est plus difficile que Cailcedrat et Okoumé. C'est le même bois que l'on retrouve dans les séreux tumuli et qui reste intact depuis plus de mille ans. Les piquets qui bordent la chambre funéraire des notables sérères momifiés et internés dans leurs tombes n'ont pas été rongés par les termites et sont toujours intacts malgré le passage du temps. En 1976-1978, Descamp et son équipe ont procédé à une fouille archéologique de ces sites antiques. De l'or, de l'argent, une armure (un pectoral d' or en particulier), du métal et d'autres objets funéraires ont été trouvés dans ces chambres funéraires. La ville de Somb, dans l'actuel Sénégal, tire son nom de cet arbre. L'arbre de Somb est le symbole de l'immortalité dans le symbolisme religieux des sérères. Le Somb est considéré comme l'arbre de vie par la plupart des sérères qui adhèrent aux principes de la religion sérère. C'est la vue orthodoxe,. Dans le mythe de la création, c'est le seul arbre qui représente un défi de taille pour l'arbre Nqual. Alors que Nqual était les trois premiers sur Terre depuis sa croissance dans le marais primordial, l'arbre de Somb est la graine qui l'a produite et toutes les espèces de plantes qui peuplaient le monde.
La création de Somb par l'être suprême se trouve dans l'herméneutique de la religion et des traditions sérères. À la pensée, Roog a d'abord tracé les formes de tous les arbres ou espèces de plantes à venir. À travers les mots mythiques, Roog a façonné son placenta sur la graine primordiale - la graine de l'arbre Somb. Dans cette graine, Roog a placé toutes les espèces de plantes, y compris leurs énergies de reproduction - mâles et femelles. À travers son principe féminin, Roog s'est ouvert et "a projeté le germe de Somb", qui est devenu le détenteur de toutes les espèces végétales présentes sur la terre et dans le monde souterrain. La graine de Somb a pénétré dans la terre, le placenta de Roog où elle a pris racine et a grandi. De ce placenta, il a gardé toutes les espèces de plantes dans son tronc. Quand il est devenu un grand arbre, son tronc a gonflé légèrement et s'est ouvert comme par césarienne ou par explosion. À partir de cet événement, il a ouvert toutes les espèces de plantes trouvées sur Terre et le mouvement de rotation de l'Univers les a dispersées dans le monde entier. Ainsi, les graines de légumes façonnées dans l'oeuf divin et déposées dans le Somb, apportées par Roog, ont été projetées dans l'espace au moment de l'explosion du Somb. C'est ainsi que la Terre a commencé à être recouverte d'herbe, de plantes et d'arbres. Ainsi, les graines de légumes ont été modélisées au sein de l'être suprême (Roog) et ses sorties ex utero. L'arbre mythique primordial - Somb, était le vecteur et le transmetteur de ces graines, portant leurs propres principes de reproduction. Fertalisé par ces germes de la vie, la zone humide était recouverte de végétation et les premières forêts ont vu le jour.

#### Création d'animaux (Ɓoxo-koƥ)

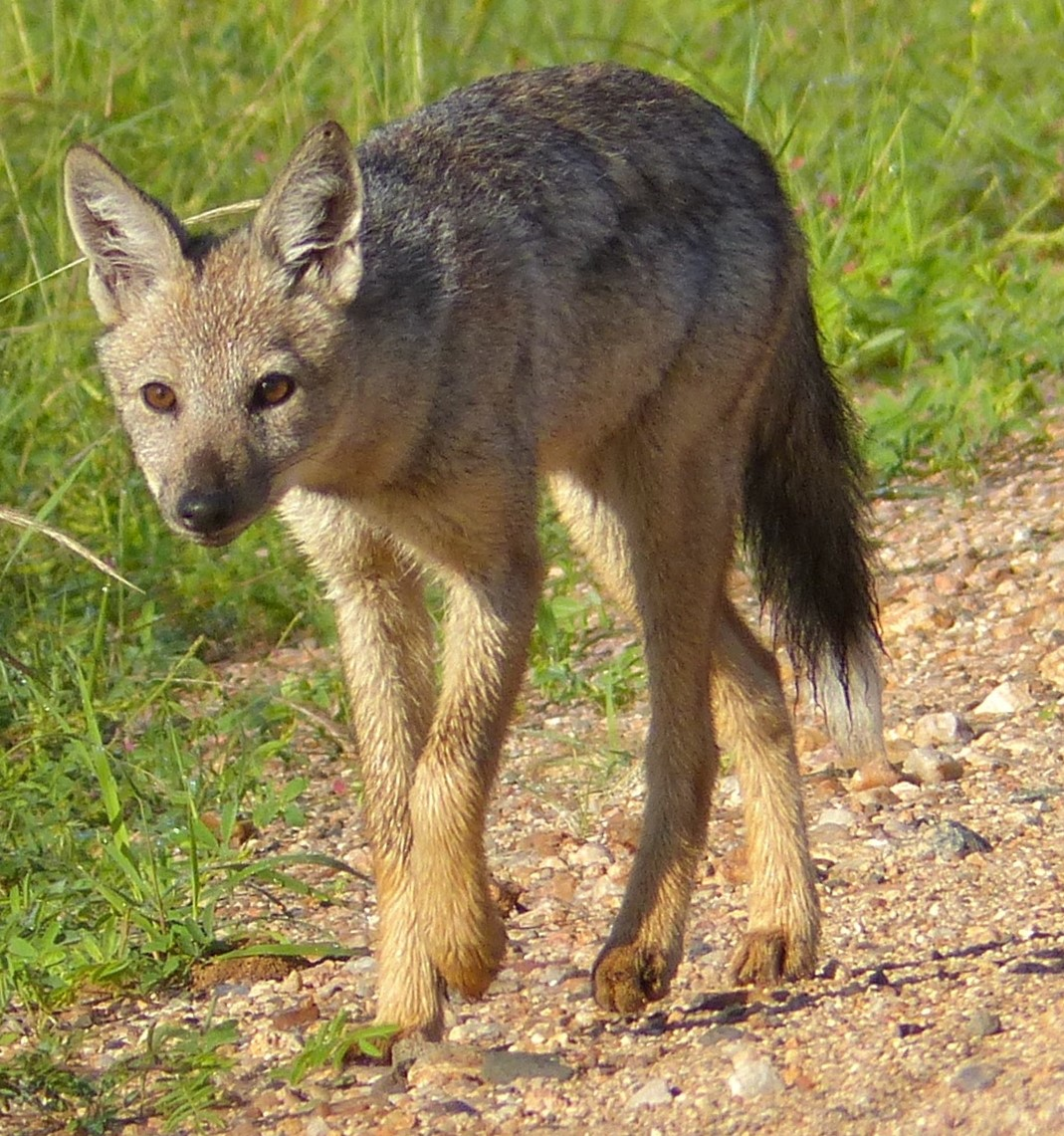
Chacal à rayures latérales dans le parc national Kruger, Afrique du Sud.

Il existe deux versions principales différentes pour la création des premiers animaux (non humains). Dans les deux versions, on pense que le chacal est le premier animal sur Terre, conformément à la vision dominante des sérères, Bien qu'il existe des différences d'interprétation, elles convergent sur certains points de la compréhension plus large de la signification du chacal dans la mythologie sérère. Dans un aspect, le chacal peut être considéré comme un plongeur de la Terre envoyé sur Terre par Roog, dans un autre, comme un prophète déchu pour avoir désobéi aux lois du divin. Dans un récit, le mythe ne le mentionne pas nommément, mais y fait simplement allusion ou, quand il le fait, les connotations négatives sont rendues obscures, en raison de sa proximité antérieure avec le divin avant qu'il soit déshonoré Roog du ventre de qui il est né.
La création des animaux originaux provient du mythe de Ɓoxo-koƥ (var: "o ɓoox o koƥ" ou "boxo-kob") qui se traduit par le chien de la forêt (le chacal).
Dans le premier récit, la création a été marquée par l'émergence de l'acacia et du chacal. Le récit suivant fournit des informations supplémentaires sur le comportement du chacal bien que de manière obsolète:
« Le [chacal] était le premier sur Terre.
Et ce sera la dernière.
Roog a envoyé son messager sur Terre.
A quoi cela va amener toute l'humanité.
Le messager a fait le tour de la Terre.
Il est revenu en disant ":
"Rien n'est là.
Seul le [chacal] reste. »
Le récit fournit une deuxième indication du comportement du chacal pendant la crise des premières créatures créées par Roog. En tant que l'un des premiers animaux sur Terre à émerger du premier placenta divin, il désigna le placenta suivant, à partir duquel la prochaine phase de la création de Roog serait née. Le texte est délibérément obscur. Le respect de l'être suprême et de toutes les entités impliquées dans la genèse de l'Univers est la clé de la religion et de la tradition sérère, ainsi que du mythe chacal proche de Roog avant d'être transformé en chien de la forêt (ou du renard pâle selon certains).), C'est pourquoi il n'est pas nommé, mais seulement par allusion. Le chacal était la première créature intelligente sur la terre, avant l'arrivée des humains. On pense qu'il restera encore sur la terre après le retour des êtres humains au divin. Les sérères croient que non seulement il sait d'avance qui mourra, mais qu'il trace les traces avant ceux qui assisteront à des funérailles. Les mouvements du chacal sont soigneusement observés, car l'animal est vu comme un voyant issu de la transcendance et entretenant des liens avec elle. Bien que censé être rejeté dans la brousse par d'autres animaux et privé de son intelligence d'origine, il est toujours respecté car il a osé résister à l'être suprême qui le maintient toujours en vie.
Le "mythe de la création de sereers" d'Issa Laye Thiaw fournit un récit supplémentaire sur le chacal. Dans ce mythe, il est nommé et maudit mais le récit reste obscur:
Selon la légende de Ɓoxo-koƥ (chien de la forêt ou "chien sauvage" (figuré) - chacal), le chacal était le premier être vivant créé par la divinité suprême Roog. Le chacal a fait le tour du monde en un jour et deux de ses mains ont été transformées en pattes. L'être suprême lui a donné l'arbre ngud (guiera senegalensis) et ainsi ngud est devenu le premier arbre et la deuxième chose créée par Roog. Après la création de ngud, l'arbre nalafun (combretum paniculatum) a été créé, à qui la divinité a dit: "Allez et gardez la compagnie d'arbres ngud, c'est solitaire". Au cours du cycle de vie du nalafun, l'arbre pousse si haut qu'il se dirige vers le ciel. Le suprême étant considéré comme un affront et lui donnant un coup sec sur la tête (mak dans sérère) et lui dit: "Vous êtes impoli. Aller! Retournez-vous et revenez à votre point de départ ". Après cet événement, le nalafun n'a jamais grandi comme avant et a toujours été courbé.
"Les plus petits animaux étaient ceux qui ont résisté à Roog."
Un autre récit indique que tous les animaux (non humains) ont été créés par une forme quelconque de parent du monde, à l'exception du chacal. Dans ce mythe, Roog a traversé une période de gestation. Par la pensée, Roog prévu cette nouvelle création, le monde animal. Par les mots mythiques, Roog a réalisé le placenta divin et la gestation interne de l'embryon animal appelé Mbocor. Roog a ensuite placé dans l'embryon de cet animal, le plus important de la création, qui comprenait les œufs ou les graines de tous les animaux à venir, y compris leurs organismes et leurs énergies de reproduction. Après la période de gestation, Roog a projeté l'embryon du Mbocor sur Terre, qui transportait toutes les espèces d'animaux sur Terre. L'embryon de Mbocor s'est acclimaté à la terre, se nourrissant d'herbe et d'eau. Il a rapidement augmenté pour atteindre une proportion considérable, transportant en lui les germes de la vie animale. Aux dernières étapes de la gestation des œufs et des embryons qui s'y trouvaient, l'animal s'est déchiré et a libéré toutes les espèces qu'il contenait. Les femelles ont été créées les premières, certaines se propageant sur terre, dans l'eau, dans la mer mythique, etc. Après avoir délivré ces animaux, les Mbocor sont morts, mais la vie animale issue de la divinité créatrice s'est répandue dans le monde entier.
Bien que Mbocor ait été sacrifié pour amener la vie animale sur Terre, le récit est imprécis sur l'identité de cet animal. Certains postulent que c'était probablement le plus gros animal d'Afrique, peut-être un pachyderme tel que: l'hippopotame, le rhinocéros, l'éléphant, etc. Le mot Mbocor signifie "la mère" (ou "mère" en vieux sérère) - mère de tous les animaux sauf le chacal. Il est également probable que Mbocor soit identique à Ɓoxo-koƥ (le chien de la forêt - "chacal"). Cependant, à l'heure actuelle, personne ne sait quel genre d'animal était Mbocor. Dans tous les cas, le mostoxo-koƥ (c'est-à-dire le chacal) est considéré par la plupart des sérères qui adhèrent aux principes de la religion sérère comme le premier être vivant que la divinité Roog (ou Koox) a mis sur Terre,

#### L'arbre et le serpent
Le serpent est lié à la cosmologie et à la mythologie des sérères. Le serpent lui-même est le symbole du Pangool (anciens saints sérères ou esprits ancestraux). Fangool, le singulier de Pangool signifie serpent en langage sérère. Les Yaal Pangool sont les maîtres du culte. Dans la mythologie sérère, il existe une relation entre les arbres et le serpent. Dans la religion sérère, la réincarnation des âmes est une croyance fortement affirmée. Quand les morts quittent le monde des vivants, leurs âmes ou « double » se transforme en un animal, généralement un serpent, d' où la raison pour laquelle il est tabou dans la culture Sérère de tuer les serpents. La religion sérère postule que les âmes des morts doivent se rendre à Jaaniiw (la demeure des bonnes âmes),. La transformation en serpents (généralement un serpent noir) est l'une des premières phases de leurs efforts pour atteindre Jaaniiw. En se transformant en serpents, ils se cachent dans des arbres. Un serpent caché dans un arbre a deux significations symboliques principales. Cela peut signifier qu'une personne est décédée et que son âme s'est réincarnée (cii en langage sérère) ou qu'une personne peut mourir. Si c'est le cas, tuer un serpent déclencherait leur mort précoce.
L'arbre ngaan mbul (celtis integrifolia) ou un mboy xa nafad en particulier, revêt une grande importance dans ce processus de réincarnation. Cet arbre soutient le double homme-serpent, sous lequel se trouve un grand trou où résident les morts - vivants.

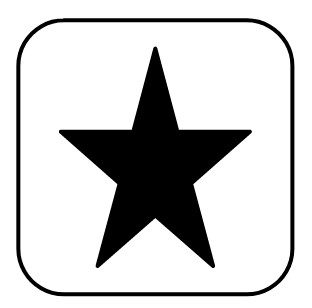
Yoonir, symbole de l'univers dans la cosmologie sérère. Commune connue sous le nom d'étoile de Sirius,.

Comme le serpent et d'autres animaux, le caïman et le lamantin ont également une signification dans la mythologie des sérère. Le caïman est le gardien des secrets du passé alors que le mantee détient les secrets du futur.

#### Origine des étoiles (numéros de sérère)
Le récit de sérère concernant les origines des étoiles se trouve dans la cosmologie des sérères, en particulier l'étoile de "Yoonir" (en sérère et cangin) plus communément appelée l'étoile de Sirius, les nombres de sérères et le symbolisme. Yoonir (Sirius) est la représentation sérère de l'univers et de la transcendance. Ses cinq branches symbolisent les humains sur Terre, la tête haute, les mains levées, symbole du travail et de la prière. L'étoile est répartie dans les cieux et sur la Terre de manière figurée, symbolisant le signe de la divinité suprême (Roog ou Koox) et l'image de l'homme. Dans nombres–sérère, trois nombres importants sont entrés en jeu lors de la création initiale: le numéro 3, le numéro 4 et le numéro 7. Le numéro 3 représente le monde féminin ainsi que le divin; le numéro 4 représente le monde masculin aussi bien que l'homme, et le numéro 7 représente le divin chez l'homme, qui est le nombre parfait et représente l'équilibre ou l'harmonie. Le numéro 3 évoque le monde céleste et est représenté par un cercle. Comme chez les sérère, les douze bâtonnets disposés en cercle autour de la stèle de Roog symbolisent l'espace entouré par les pouvoirs du divin. Le numéro 3 est donc le nombre symbolique de Roog tandis que le numéro 4 évoque le monde humain et terrestre (le monde visible). Ce monde terrestre est représenté par deux lignes croisées faisant face aux quatre points cardinaux. En plus de la culture sérère, c'est pour cette raison religieuse que les femmes sérères sont autorisées à participer à toutes les institutions religieuses, politiques et royales, parce qu'elles partagent le même nombre que le divin qui a créé l'univers à travers son principe féminin. Pour les hommes sérères, leur nombre est 4. Fixés aux quatre points cardinaux de la Terre, ils étaient les "Maîtres de la Terre" (classe Lamanique).

Les origines des étoiles offrent un récit quelque peu contradictoire et sont liées à un pacte entre l'autruche et le divin. Selon le mythe, l'autruche se trouvait dans une vallée sablonneuse regardant autour de la savane boisée qui l'entourait. Sentant que le moment était venu d'accomplir le geste immémorial de ce genre, il fut immobilisé à cause des menaces pesant sur sa progéniture. Chaque fois, il avait réussi à cacher ses œufs aux autres animaux, mais à cette occasion, un cerf était déterminé à avoir sa progéniture. Se sentant impuissante face à la bête devant elle, l'autruche demanda la protection de Roog et la divinité suprême intervint en créant les étoiles, ce qui l'incita à subir son premier coup. Inspirée par les pouvoirs de la divinité, l'autruche a tracé cinq traces au sol représentant les étoiles du ciel. L'autruche a ensuite envahi cet espace et déposé ses œufs dans l'étoile, les recouvrant de sable. Après cet acte, il a cité la prière suivante, se plaçant ainsi que sa progéniture sous la protection du divin: 
| En sérère « Xu xabatna, ba mup! Xu retna, ba gar! Xu garna, ba ret! Xu nutna ba ga! Xu ga'na, ba nut! Adna, kitim kiris! Mending meles! Wegoram a nun a Roog, Wagerna Roog, ba waag na mi tig! » | En anglais « Who opens his mouth will close it again! Who closes his mouth will open it more! Who comes, he will not return! Who goes, he will return again! Who closes his eyes, that means more! Who sees, his eyes will be closed forever! Earth! Engulfed them in the dark! Without issue and without remission! I enclose you, in the name of Roog! They are powerless against Roog! Nothing can be against me! » |

 Les autres animaux ont été incapables d'agir contre la progéniture de l'autruche enfermée par l'étoile grâce à Roog, qui leur a offert une protection totale. De puissants prédateurs sont également venus dévorer les œufs mais ils ne pouvaient pas franchir les lignes gravées sur le sable. Le mythe a continué en disant qu'un berger noir a été témoin des œufs à couver. Après le départ de l'autruche avec sa progéniture, il s'est rendu sur les lieux et a découvert l'étoile gravée à l'endroit où les œufs ont éclos. Il a compris que l'étoile protégeait les œufs de l'autruche avec l'aide de la divinité suprême. C'est pour cette raison que les mères sérères évoquent l'autruche dans leurs prières pour la protection de leurs enfants lors de leur départ pour un autre pays.
En plus d'évoquer l'autruche, le mythe joue un rôle important dans l'adoption du nouveau symbole religieux (l'étoile) et sa transmission à l'humanité. C'est avant tout " le début des oeufs " de l'autruche. Le Star Yoonir est un symbole religieux de la religion sérère. Ses cinq branches sont marquées et observées dans les enseignements classiques du Ndut. C'est une étoile sérère et le symbole du peuple sérère du Sine. Il a des connotations religieuses, médicinales et nationalistes parmi les sérères.

##### Le soleil (gulooxar)
Guloxaar est un Psalm consacré au Soleil -Dieu comme les ancêtres du peuple Sérère utilisés pour adorer le Soleil - beaucoup ne encore (voir aussi Sérère histoire ancienne). Le mot Guloxaar en simple sérère signifie le soleil. Au sens religieux, cela signifie "celui qui est tenu de venir". Le soleil étant lui-même une étoile, il est lié au mythe de la création sérère. La prière la plus ancienne et la plus secrète est consacrée au Soleil (extrait): 
| verset 1 En sérère Wataa dun! Mudaa dun! Dun a jof! En anglais You rise in the light! You set in the light! In your light, everything is right! | verset 2 En sérère Gulooxar! Gulooxar! Tu! Dunare! Dunare! We dun! Mee dun! Kuu waagoonga gullin, Fat a waag na mi tig! Ndaa kuu Waageeroonga gulin Baa waag na mi tig! | En anglais (verset 2) You! Who is never late! You! Illuminate, illuminate! Thou, light! Me in your light! That which can delay thee, take power over me! But what can not delay thee, has no power over me! |

 Ces prières secrètes ne sont révélées qu'aux jeunes sérères lors de leur voyage vers un autre pays. Il est récité uniquement le matin et le soir, au lever et au coucher du soleil. Le deuxième verset est une prière d'adoration. Au-delà de l'étoile est le maître du système solaire qui est évoqué. L'être suprême est représenté par le soleil. La lumière brillante du soleil n'est que l'épiphanie de son être. La prière a des connotations mystiques.

#### Première pluie (Ngam)
Le mythe de Ngam ("Ngam jam, o yas jam") raconte la première fois que la pluie (l'essence de la vie) est apparue sur la planète Terre. Ce récit décrit l'événement de manière chaotique. Selon ce mythe, le premier événement a été l'ouverture du ciel par Roog. Lorsque les cieux furent ouverts, le ciel menaçait de nuages lourds et sombres. La tornade se produit en ligne droite, balayant tout sur son passage, portant le tonnerre dans les nuages. Les éclairs brillants ont rendu les ténèbres et les eaux du ciel d'abord jonchées de vent, éclaboussant dans toutes les directions, avant de se transformer en averses régulières, rafraîchissantes et nourrissantes.
Le proverbe Ngam jam, o yas jam (pluie en paix! Semer en paix) est le premier mot prononcé par les agriculteurs sérères lors de la première pluie. C'est aussi la façon dont les sérères se souhaitent une bonne année. En plus d'une expression, c'est aussi une prière religieuse. La première pluie de la saison est un pacte entre le pouvoir transcendant et l'humanité. C'est un signe de vie qui continue à être transmis par ce pouvoir tutélaire, qui a longtemps respecté le pacte. La coutume veut que les trois premiers pas sur la terre humide de la première pluie se fassent pieds nus afin de se connecter à la nature. Le père ou la mère de la famille recevrait une calebasse de l'eau de la première pluie, à boire à toute la famille. Cette eau est sacrée et considérée comme sacrée, ce qui les protégerait de tous les malheurs pouvant survenir pendant la saison des pluies. Sous l'arbre de Saas, des récipients ont été placés sous celui-ci pour recueillir l'eau qui touche l'arbre. Cette eau était utilisée pour la baignade en tant que signe de protection.

#### Création d'êtres humains

##### Premier couple humain
Avant que les humains n'existent, la création de l'univers se faisait en trois étapes et chacune de ces étapes suivait un ordre cohérent. La première phase était composée des trois premiers éléments: air, terre et eau. Les mots mythiques de Roog trouvés dans A nax ont conduit à la formation des cieux, de la terre et de la mer. La deuxième phase de la création était celle des arbres primordiaux (c.-à-d. Somb, Nqaul, Nquƭ, etc.). La troisième phase a été la création du monde animal: le chacal et "Mbocor" (qui signifie "la mère") - mère de tous les animaux sauf le chacal. Dans chacune de ces phases, et avant la création du premier couple humain, la divinité suprême n'a pas directement créé chaque espèce, mais uniquement les primogéniteurs qui ont ensuite peuplé le monde de toutes les espèces de la vie végétale et animale. La même chose a été le cas lors de la création des premiers humains. Par la pensée, la divinité suprême a planifié la création d'êtres humains (une femme et un homme). En mots, Roog a traversé une phase de gestation qui a signalé la gestation de l'homme et de la femme, jumelés dans le placenta divin. De par sa nature maternelle, Roog a projeté un être humain féminin et masculin comme lors de l'accouchement. Le premier humain était une femme, nommée YAAB. Le deuxième humain était un mâle nommé YOP (var: YOB).
YAAB et YOP (également connu respectivement sous le nom de Maak et Ndeb, abréviations de "Maakaan et Ndebaan" signifiant respectivement "être grand" et "petit", ou Ngooir Maak et Ngooir Ndeb,,) ont été les premiers humains à parcourir la Terre selon le récit. L'ancien et sacré village de Yaabo-Yabo (var: Yaboyabo ou YABO-YABO, au Sénégal actuel) tire également son nom de ce couple.

##### Arche de Yaabo-Yabo
On pense que l'arche de Yaabo-Yabo est une ancienne relique. Il est dit que les premiers humains sur Terre (YAAB et YOP - respectif féminin et masculin) sont montés dans cette arche lorsqu'ils ont quitté Empyrean Heaven après leur création par la divinité suprême (Roog). On pense que cette relique est sous la tutelle de Yaabo-Yabo, l'un des villages sacrés de la religion sérère. Cependant, c'est l'une des reliques sacrées des sérères qui a une grande signification religieuse.
La relique existe au présent qui est bien respecté. La plupart des maisons sérères ont en leur possession anciennes reliques du passé, y compris les meubles qui sont gardés jalousie,. Certains sont religieux tandis que d'autres sont laïques,. L'arche de Yaabo-Yabo est en bois, qui aurait été fabriqué à partir de l'arbre de Somb. Dans le royaume sere précolonial du Sine, il s'appelle MAAK (var: Maak), sauf à Diohine (un ancien territoire du Sine en pays sérère) où il s'appelle Badir. Gardé par les anciens, il a la forme d'un banc. On pense que lorsque YAAB et YOP sont nés de Roog dans son paradis empyréen, ils ont été déposés dans une arche et emmenés sur Terre. YAAB a été la première à arriver car elle était la première née, suivie de YOP. Quand ils sont arrivés sur Terre, les jumeaux originaux ont pris contact avec la Terre Mère qui les nourrirait.

##### Personnages historiques
La légende d' Unan et de Ngoor remonte probablement à l'âge du fer Unan étant la femme et Ngoor l'homme. Bien qu'ils ne soient pas le premier couple humain créé par la divinité suprême Roog (ou Koox) à l'instar de la légende de Jambooñ et Agaire (voir Point de Sangomar), ils constituent un élément fondamental de la mythologie sérère. La légende s'accorde assez bien avec le consensus général selon lequel une femme a été créée, puis un homme. Mais dans ce récit, il tente de placer Unan et Ngoor comme le premier couple humain.
« Le premier être humain créé par Roog était une femme.
Elle vivait nue, où Roog l'avait placée.
Elle a dormi sur le sol la nuit,
mordu par les puces de la terre.
Elle ne pouvait pas dormir.
Roog l'a déplacée à un autre endroit.
A cette époque, elle était seule.
Un homme la trouve et demande: "Qu'est-ce que tu manges? De la terre?
Qu'est-ce que tu bois? De l'eau?"
La femme a répondu: "Je ne sais pas ce que je mange : parce que je n'ai pas faim.
Je n'ai pas d'eau à boire. "
Il lui demande son nom. Elle dit: "Ounane".
Elle le quitte pour vivre ailleurs.
L'homme la suivit pendant plusieurs années [années d'hiver].
Elle a donné le nom Ngoor à l'homme,
car l'homme est celui qui vient à la femme pour la compagnie.
Un forgeron a trouvé Unan et Ngoor.
Il leur dit: "Je peux faire du fer, alors vous pouvez travailler" [la terre].
Ils ont forgé une houe et une machette.
Le Pangool est venu et a gâché le travail.
Le forgeron en a fait des talismans protecteurs »
Les talismans devaient les protéger du surnaturel qui était entré dans leur royaume.
Le nom Unan signifie celui qui empile le mil, au sens figuré, "le norisher". Ngoor (ou Ngor) est un nom pour un homme viril. Ces noms dénotent la fonction de la femme et de l'homme mais ils ne sont pas leurs vrais noms. Le récit évoque les premiers humains créés par Roog avec une femme en premier et les épreuves auxquelles ils ont été confrontés. Cela évoque également le nom de Roog, considéré comme l'omnipotence, qui, de par sa nature paternelle, a agi en bon père et a déplacé la femme dans un endroit plus confortable lorsqu'elle s'est plainte de son inconfort. Cela montre qu'il est toujours disponible pour ses enfants. L'apparence de l'homme a d'abord surpris la femme, qu'elle a nommée Ngoor (virile), mais ils sont ensuite devenus des compagnons et ont procréé.

#### Crise et réorganisation de l'univers

##### Crise
À l'origine, tous les animaux de la Terre vivaient avec des êtres humains et des arbres en harmonie. Cependant, cette habitation paisible de la Terre a pris fin brutalement lorsqu'un des lions a imprégné une fille, la faisant donner naissance à un singe, un mi-mi-bête. La société masculine de ce passé lointain était furieuse et a convoqué tous les animaux à une audience afin de déterminer le coupable. Craignant pour le châtiment qu'il pourrait recevoir de la part de ces hommes, le lion a refusé de s'identifier en tant que responsable de l'acte jusqu'à ce qu'un chien le désigne comme coupable. Une guerre a éclaté entre la population humaine, les animaux non humains et les arbres. Les humains ont été victorieux et ont conduit les animaux dans la brousse sauf le chien qui est devenu le compagnon de l'homme. Cependant, la crise ne s'est pas arrêtée là, comme le montre ce récit de A leep :
« Un conflit a éclaté entre tous les êtres.
Les arbres, les animaux et les hommes s'entretuaient.
Roog est intervenu et puni tous.
Il a réduit la taille des hommes, qui étaient à l'origine des géants.
Il a paralysé et rendu les arbres muets et aveugles.
Mais il ne les a pas rendus sourds.
C'est pourquoi les arbres ne voient plus, ne bougent plus, ne parlent plus, mais entendent.
Roog a rendu les animaux fous.
Le plus petit a résisté à Roog.
Mais l'esprit de l'homme était le plus intelligent.
Par son esprit, il a dominé tous ces êtres. »
Le récit reflète l'hostilité humaine envers les animaux, en particulier le lion, "la bête sauvage". La cause première de la guerre identifie aussi le singe, dont les prédécesseurs dans ce passé antique est considéré comme plus proche de l' homme, comme tous les animaux et plantes, du même placenta divin. »
Il représente également un microcosme de l'abattage d'animaux par l'homme, accompagnés de leurs chiens dans leurs camps de chasse postérieurs à la création initiale. Non seulement les hommes chassaient les animaux, mais les arbres coupaient leurs proches et les animaux s'entre-tuaient, comme en témoigne le mythe de l'hyène et de l'arbre qui parle. Ce désordre a conduit à l'intervention directe de Roog et à sa réorganisation de l'univers, ce qui, selon le récit, aurait des répercussions sur la planète Terre.

##### La réorganisation de l'univers par Roog
Après la crise initiale sur la planète Terre, où hommes, animaux et plantes se sont affrontés, Roog est intervenu et les a tous punis. La tradition dit que, Roog était le père et la mère de sa création qui a initialement laissé une certaine liberté à sa première création. Cependant, après le premier désordre, Roog organisa le monde sur de nouvelles bases. Cette réorganisation n'était pas une seconde création, mais elle aurait de profonds effets sur l'Univers et en particulier sur la Terre. Roog a manifesté ses pouvoirs et continuera à le manifester. Des phrases plus sombres telles que "Roog seul est roi" et "Nous venons tous de la main de Roog" sont des exemples de décisions de conscience en matière d'intervention divine dans les événements de la vie, comme dans le destin des nations et du genre humain. Roog sera présent dans les activités de l'homme et du cosmos. Bien que les arbres aient été les plus durement frappés par leur immobilité, ils ont bénéficié d'un statut spécial, comme l'arbre de vie, la capacité de guérir, de loger certaines entités spirituelles et d'entendre les êtres humains, même le Pangool. Ils sont l'objet de respect dans la société sérère. La déforestation dans le pays sérère est presque inconnue.
Les animaux ont également été gravement affectés par le jugement de Roog. Bien que rendus sauvages et "fous", ils conservent toujours leur instinct, bien que leurs relations avec les humains soient modifiées pour toujours. Certains sont devenus des animaux de compagnie, d'autres ont conservé leur liberté loin de l'habitation humaine. Malgré cette séparation, les animaux sont respectés et feraient partie du temism sérère.
Les humains étaient les moins touchés. La seule chose qu'ils ont perdue était leur taille d'origine et leur durée de vie. En plus d'être géants, les premiers humains auraient eu de plus grands yeux et des os plus gros que ceux d'aujourd'hui. Roog n'a pas touché l'esprit humain. Au lieu de cela, cela leur a permis de développer leur esprit et de mettre leur propre marque sur Terre.

#### Représentation de l'univers

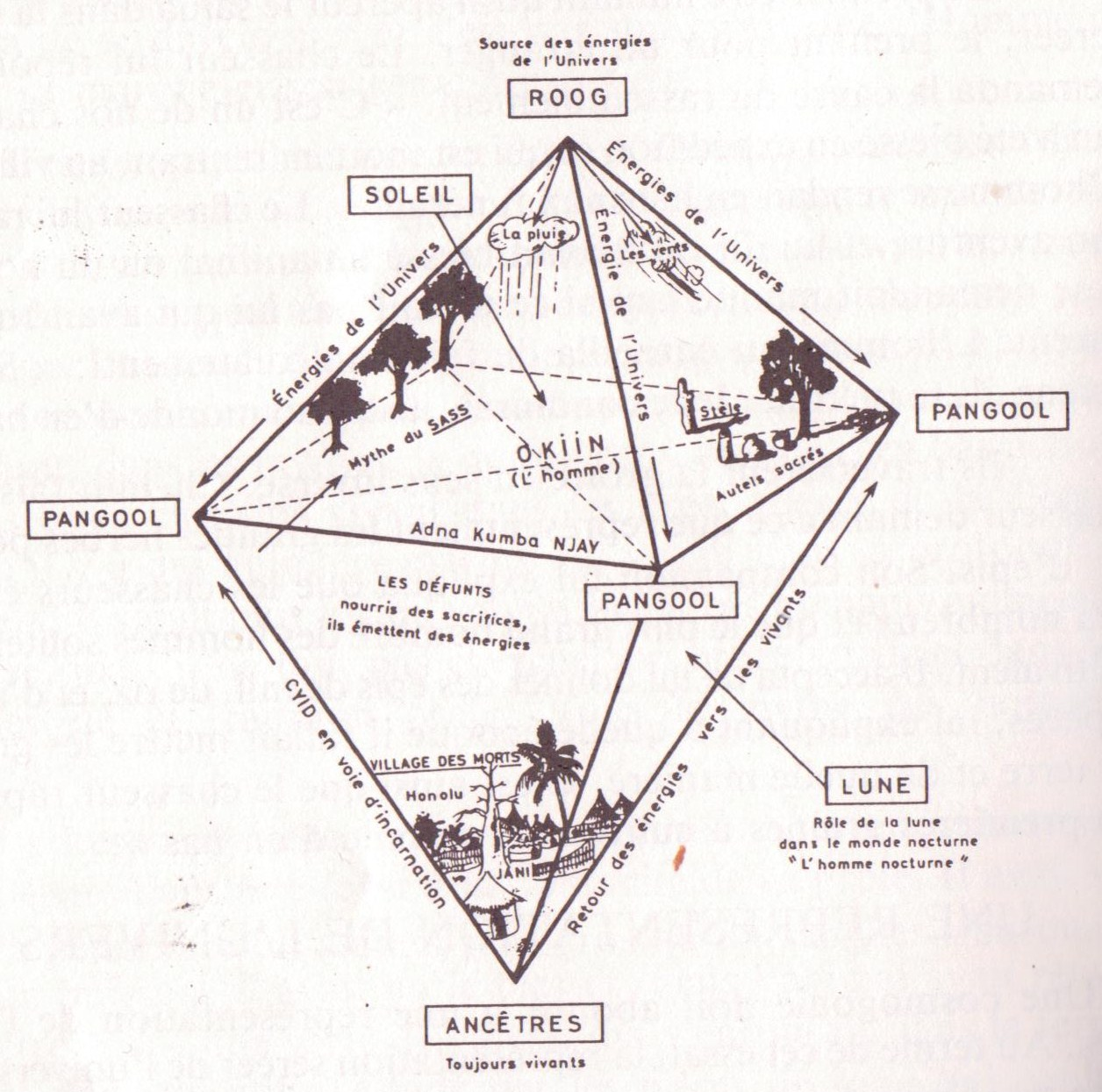
Représentation cosmogonique sérique de l'univers. Les trois mondes: le monde invisible, le monde terrestre et le monde nocturne. (Henry Gravrand, La civilisation sereer Pangool (1990).

Dans la cosmogonie des sérères, l'univers est représenté schématiquement. Il y avait trois mondes: le monde invisible d'en haut; le monde terrestre diurne et le monde nocturne. Une représentation géométrique de ces trois mondes forme l'étoile sérère. Le monde invisible d'en haut est la source des énergies et de la vie. Le monde terrestre diurne (le soleil, par exemple) est divisé en deux volets: l'arbre de Saas, symbole de l'arbre de la vie et des êtres humains assistés par le monde nocturne (le Pangool). Le monde nocturne décrit le rôle de la lune, du Pangool (anciens saints sérères et esprits ancestraux), de Ciid (proprement dit, var: Ciiƭ ou Cyid, les âmes désincarnées en quête de ré-hominisation ou de réincarnation) et de "Jaaniiw" ou "Honolu " (la demeure sacrée des âmes décédées). Après un sacrifice d'animaux domestiques et / ou une offre de mil au Pangool et à ses ancêtres, les énergies vitales sont rétablies.

##### Le monde invisible d'en haut
Le monde invisible représente les énergies vitales issues des pouvoirs transcendants de Roog, qui se répandent dans le monde entier. L'être suprême est la source de toute vie dans le cosmos, ainsi que des êtres humains. Dans le monde de Roog, certaines entités et certains êtres humains élevés sont sacrés et appelés à vivre avec Roog. Ils forment les demi-biens, les saints et les esprits ancestraux (Pangool), etc.

##### Le monde terrestre diurne
Le monde terrestre diurne est représenté autour d'un réseau de transcendance d'actualité ou utopique. Topiquement, il est centré sur le sacré, les gens ou les lieux accessibles. Utopiquement, cela réside dans l'imagination. Il existe deux types de personnes sur la Terre: les êtres humains visibles et l'invisible, vivant loin des êtres humains avec leurs propres chemins et lieux d'habitation. Ces personnes invisibles résident dans le monde souterrain.

##### Le monde nocturne (Jaaniiw)
Jaaniiw est la demeure où vont les âmes des morts. Leur étoile n'est pas le soleil (l'étoile qui illumine le monde diurne), mais la lune qui éclaire les activités de la nuit et les êtres de la nuit. Volant de Jaaniiw à Ciid, leur objectif est de revenir sur terre pour un nouveau cours de l'évolution humaine.

## Influence dans la culture Sénégambienne
Tout comme la religion sérère a influencé les croyances religieuses de la Sénégambie, la mythologie sérère a également influencé la culture sénégambienne. Certains des arts les plus vénérés en Sénégambie, en particulier au Sénégal, où les Serers constituent le troisième groupe ethnique le plus important, sont basés sur la mythologie, les légendes et la culture sérère. Parmi celles-ci figurent les œuvres de Safi Faye (à savoir Mossane et Kaddu Beykat), œuvres du premier président du Sénégal, feu Léopold Sédar Senghor ("Chants pour Signare", un poème inspiré de la légende de Jambooñ et Agaire à la pointe de Sangomar, "Chants d ' ombre ", et " Aux tirailleurs sénégalais morts pour la France "). La légende de Sangomar a également incité le président Senghor à nommer l'avion présidentiel sénégalais acheté en 1978 à la suite de Sangomar. Parmi les autres œuvres influencées par la mythologie, la légende et la culture sérères, on citera: "Mbilem ou le baobab du lion" deFama Diagne Sène (une pièce controversée qui aliène la classe sacerdotale sérère - les Saltigues), Yandé Codou, la griotte de Senghor par Yandé Codou Sène, Papa Amadou Fall et Yatal Gueew de Cheikhou Coulibaly ("l'élargissement du cercle") pour la campagne électorale sénégalaise de 2001 le mbalax, issu de la tradition des sérère njuup, popularisée par Youssou N'Dour et d'autres Sénégalais artistes (voir rite d'initiation Ndut), etc. D'un point de vue mondial, ils incluent les travaux de Catherine Clément, Steve Cox et Ros Schwartz - Theo's Odyssey.

### Lectures complémentaires
- Henry Gravrand, «La prière sérèer», Expérience et langage religieux [in] "Religions africaines et christianisme", Colloque international de Kinshasa (1978), vol. 1, Kinshasa (1979), 106s. [in] Bénézet, "Introduction à la théologie africaine", p. 22 (consulté le 25 mai 2012)
- Gravrand, Henry, "Le Symbolisme sereer : Mythe du Saas et symboles ", Revue de Psycho-Pathologie" vol. 9 N o 2 Dakar (1971) (Publié et commenté sous le titre "Le symbolisme serer" [in] Psychopath. Afric. 1973, IX, 2, 237-265 [in] Psychopathologie africaine) - (lien récupéré: 21 juillet 2012)
- Ndiaye, Ousmane Sémou, "Diversité et unicité sérères : L'exemple de la région de Thiès ", Éthiopiques, n ° 54, vol. 7, 2e semestre 1991  (consulté le 10 mai 2012)
- Thiaw, Issa laye, "Ma création du monde selon les sages", pp.   45–50, 59-61 [en] "Enracinement et Ouverture" - "Plaidoyer pour le dialogue interreligieux", Konrad Adenauer Stiftung (23 et 24 juin 2009), Dakar  (consulté le 25 mai 2012).
- Thiaw, Issa Laye, "La religion de soi, avant et pendant leur islamisation". Ethiopiques no: 54, Revue semestrielle de Culture Négro-Africaine, Nouvelle série, volume 7, 2e Semestre (1991)  (consulté le 25 mai 2012).
- Lericollais, André, «La gestion du paysage? Sahélisation, surexploitation et délaissement des terroirs sereer au Sénégal », Afrique de l'ouest, Dakar (21-26 novembre 1988), ORSTOM, . Pour le nom des plantes médicinales sérères et leurs noms latins correspondants, voir Nqaul s'écrit Ngaul (p.   8), Mbos (pp.   5 et 8), Somb (p.   8), Ngud (p.   8), Nalafun (p.   8), Ngol (p.   8), Saas s'écrit Sas (pp.   5, 9),  (récupéré le 3 juin 2012)
- Faye, Amade, "La beaute Seereer Du modèle mythique au motif poétique ", in Éthiopiques, n ° 68, revue négro-aricaine de littérature et de philosophie (1er semestre 2002)
- Becker, Charles: «Vestiges historiques, trémoins matériels du passé, pays sereer», Dakar (1993), CNRS - ORS TO M.  (consulté le 25 mai 2012).
- "Base de données sur les plantes médicinales prélude" [in] Metrafo  (consulté le 3 juin 2012).
- Potel, Anne-Marie, «Les plantes médicinales au Sénégal». Rapport d'étude d'Anne-Marie Potel, réalisé à Nguekokh (Sénégal), 2002. Enregistré dans le chapitre « Gris Littérature » de la banque de données PRELUDE (fr)  [en] Base de données sur les plantes médicinales Prelude (en)  (consulté le 3 juin 2012).
- Senghor, Léopold Sédar, "Chants d'ombre", "poèmes choisis de LEOPOLD SEDAR SENGHOR", archive de la coupe, p. 103, 125  (consulté le 3 juin 2012).
- Armes, Roy, "La production cinématographique africaine: au nord et au sud du Sahara", Indiana University Press (2006), p 80.  (ISBN 0253218985)  (récupéré le 25 mai 2012)
- Senghor, Léopold Sédar, « Chants d'ombre » [en] Fraser, Robert, «Poésie de l'Afrique de l'Ouest: une histoire critique», Cambridge University Press (1986), p.   51  (ISBN 052131223X)
- Senghor, Léopold Sédar, Préface: « Un regard neuf pour l'Afrique noire »; [en] "Un nouveau regard sur l'Afrique noire"; [en] Alexandre, Pierre, "LES AFRICAINS" (1981); [in] Camara, Fatou Kiné (PhD) et Seck, Abdourahmane (PhD), "Laïcité et liberté de religion au Sénégal: entre roche constitutionnelle et réalité difficile", p.   2–3 (860 & 859), (26/11/2010)
- « MBILEM OU LE BAOBAB DU LION » de Fama Diagne Sène Une confrontation entre tradition et modernité, [en] PiccMi.com  (consulté le 10 mai 2012)
- Biographie "Pape et Cheikh" [en]  Les "artistes" de Womad.org, par Andy Morgan (juillet 2003)
- Sy, « Rémi Jegaan Dioh: Sur un air culturel et cultuel »(Archive.org • Wikiwix • Archive.is • Google • Que faire ?), Ferloo, 28 février 2010 (consulté le 28 mai 2012) Sy, « Rémi Jegaan Dioh: Sur un air culturel et cultuel », Ferloo, 28 février 2010 (consulté le 28 mai 2012) Sy, « Rémi Jegaan Dioh: Sur un air culturel et cultuel », Ferloo, 28 février 2010 (consulté le 28 mai 2012) Sy, « Rémi Jegaan Dioh: Sur un air culturel et cultuel », Ferloo, 28 février 2010 (consulté le 28 mai 2012)
- Clément, Catherine, Cox, Steve et Schwartz, Ros, « Theo's Odyssey », Arcade Publishing (1999), p.   459,  (ISBN 1559704993)  (le 13 juin 2012)